# Hanzat

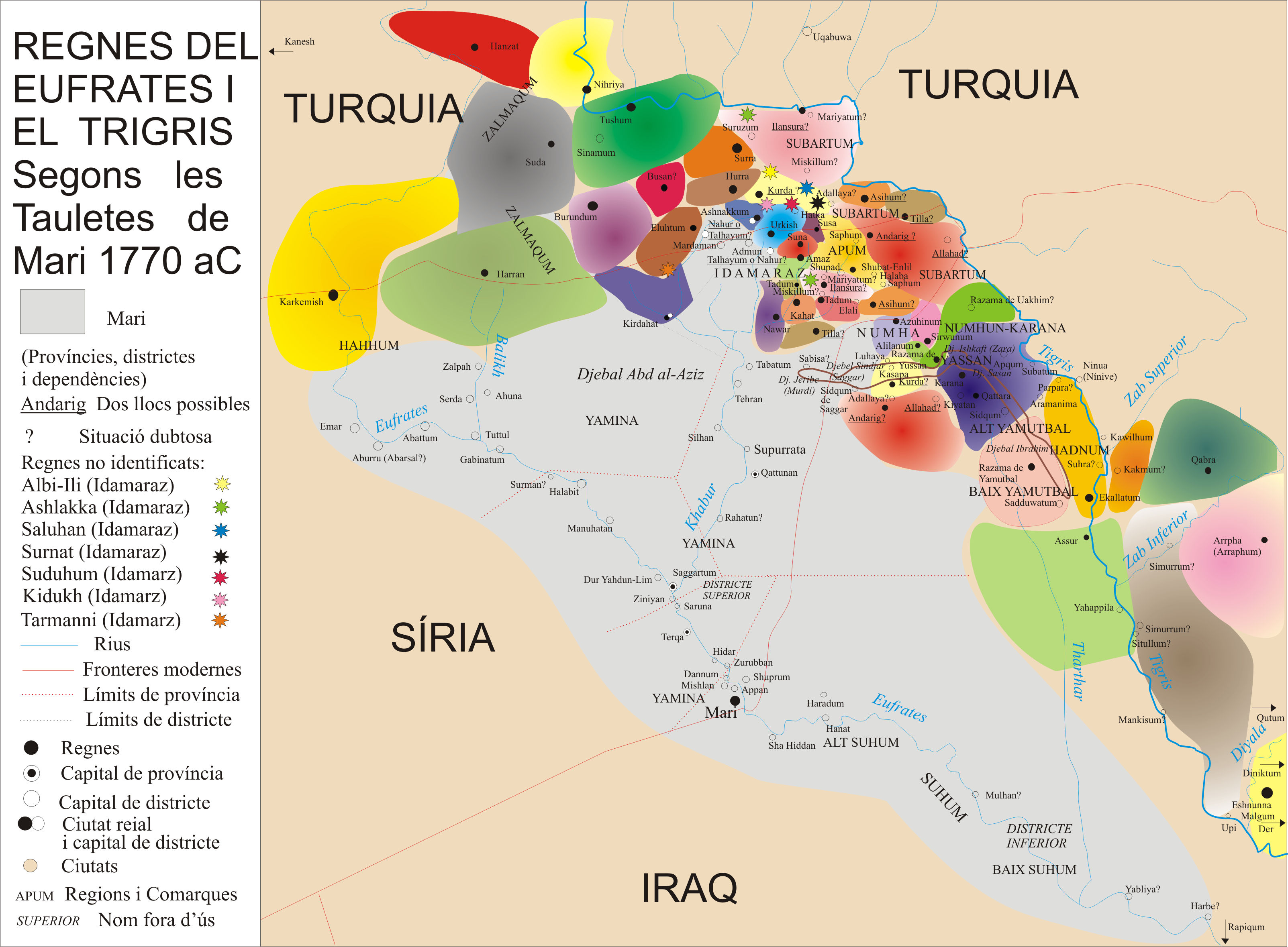
Mapa

Hanzat fou una ciutat reial al país de Zalmaqum, que esmenten les tauletes de Mari a la primera meitat del segle xviii aC. La seva situació és desconeguda però donada la persistència dels noms a la regió, podria ser la fortalesa que apareix a les fonts armènies com Anzith, al nord-est de la ciutat de Tomisa (a la riba de l'Eufrates) a la vora del Llac Tsvok o Dzovk (turc Göldjïk, àrab al-Buhayra), la clàssica Anzitene, que constituïa la part sud de la Sofene.
L'únic rei esmentat fou Yarkab-Addu, sota influència de Zimrilim de Mari.